# La Convocation (film, 2024)
Pour les articles homonymes, voir La Convocation.
Pour plus de détails, voir Fiche technique et Distribution.
La Convocation (Armand) est un film dramatique suédois, allemand, néerlandais et norvégien écrit et réalisé par Halfdan Ullmann Tøndel et sorti en 2024.
Le film remporte la Caméra d'Or au Festival de Cannes 2024,. 

## Synopsis
Un après-midi, Elizabeth est appelée à l'école primaire de son fils Armand. Il y a eu un incident entre le garçon de 6 ans et son camarade de classe Jon, du même âge. Lorsqu'elle arrive, Elizabeth découvre que la conversation est menée par l'enseignante inexpérimentée Sunna et que les parents de Jon sont également présents. Le camarade de jeu d'Armand a été retrouvé blessé au visage. Jon en a blâmé Armand et l'a accusé de viles menaces.
Mais personne ne sait avec certitude ce qui s'est passé entre les deux garçons. Bientôt, d’autres enseignants participent à la conversation. Armand est accusé d'être un « déviant sexuel » et d'avoir dépassé certaines limites. À mesure que l'après-midi avance, les mères d'Armand et Jon deviennent de plus en plus désespérées et des secrets et mensonges longtemps cachés sont révélés. Il devient de plus en plus difficile de découvrir la vérité. Bientôt, la conversation porte davantage sur les adultes que sur les enfants concernés.

## Fiche technique
- Titre : La Convocation[3]
- Titre original : Armand
- Réalisation : Halfdan Ullmann Tøndel
- Scénario : Halfdan Ullmann Tøndel
- Musique : Ella van der Woude
- Décors : Mirjam Veske
- Costumes : Alva Brosten
- Photographie : Pål Ulvik Rokseth (FNF (no))
- Son : Mats Lid Støten
- Montage : Robert Krantz
- Production : Andrea Berentsen Ottmar
- Société(s) de production : Eye Eye Pictures
- Société(s) de distribution : Tandem
- Pays de production :  Norvège  Pays-Bas  Allemagne  Suède
- Langue originale : norvégien
- Format : couleur — 16 mm — 5.1
- Genre : Drame
- Durée : 117 minutes
- Dates de sortie :
  - France : 18 mai 2024 (Festival de Cannes) ; 12 mars 2025 (sortie nationale)[4]

## Distribution
- Renate Reinsve : Elizabeth
- Ellen Dorrit Petersen : Sarah
- Thea Lambrechts Vaulen : Sunna
- Endre Hellestveit : Anders
- Øystein Røger : Jarle
- Vera Veljovic : Ajsa
- Assad Siddique : Faizal
- Patrice Demonière : Emmanuel

## Distinctions

### Récompense
- Festival de Cannes 2024 : Caméra d'Or

### Sélection
- Festival de Cannes 2024 : section Un certain regard